# مکتوم بن بطی آل مکتوم
مکتوم بن بطی آل مکتوم (به عربی: مكتوم بن بطي آل مكتوم) امیر دبی بوده است. او در سال ۱۸۳۳ امیر دبی شد و در سال ۱۸۵۲ درگذشت.